# Tanner Buchanan
Tanner Buchanan (Lima, 1998. december 8. –) amerikai színész. Legismertebb szerepei Leo Kirkman az ABC A kijelölt túlélő című politikai drámában és Robby Keene a Cobra Kai című Netflix sorozatban. További ismert szerepe még Mason Kendall a Nickelodeon Game Shakers című sorozatából.

## Pályafutása
2010-ben tűnt fel először a televízióban, gyermekszerepet játszott a Modern család című sorozatban. Három évvel később A Grace klinika, a Gyilkos ügyek és A Goldberg család című sorozatokban tűnt fel. Visszatérő szerepet alakított a Riley a nagyvilágban, a Game Shakers és a The Fosters című sorozatokban. 2016-ban játszotta első főszerepét a televízióban: Leo Kirkmant formálta meg A kijelölt túlélő című politikai drámasorozatban. 2018-ban kezdte el alakítani Robby Keene-t Cobra Kai-ban. Szerepelt a A csaj nem jár egyedül remake-jében is, A srác nem jár egyedül című filmben.

## Filmográfia

### Film
| Év   | Magyar cím             | Eredeti cím                            | Szerep          | Magyar hang  |
| ---- | ---------------------- | -------------------------------------- | --------------- | ------------ |
| 2013 | Jake a négyzeten       | Jake Squared                           | Sammy           |              |
| 2014 |                        | Guests (rövidfilm)                     | Bobby Bell      |              |
| 2014 |                        | Ellie (rövidfilm)                      | Bowie           |              |
| 2015 |                        | The Heyday of the Insensitive Bastards | Bobby Bell      |              |
| 2015 |                        | Alone in the Dust (rövidfilm)          | Izzi            |              |
| 2017 | Bármi                  | Anything                               | Jack Sachman    |              |
| 2019 |                        | Max Winslow and the House of Secrets   | Connor Lawson   |              |
| 2019 | Veszélyes rögeszme     | Sinister Seduction                     | Dylan Warren    | Penke Bence  |
| 2019 |                        | Painted Beauty                         | Peter fiatalon  |              |
| 2020 |                        | Chance                                 | Colton          |              |
| 2021 | A srác nem jár egyedül | He's All That                          | Cameron Kweller | Nagy Gereben |

### Televízió
| Év        | Magyar cím           | Eredeti cím                            | Szerep            | Megjegyzések                                           |
| --------- | -------------------- | -------------------------------------- | ----------------- | ------------------------------------------------------ |
| 2010      | Modern család        | Modern Family                          | gyerek            | 1 epizód                                               |
| 2011      |                      | Untitled Jeff and Jackie Filgo Project | Jimmy             | kiadatlan próbaepizód                                  |
| 2012      |                      | The Real St. Nick                      | cinikus gyerek    | tévéfilm                                               |
| 2013      | A Grace klinika      | Grey's Anatomy                         | Lucas             | 1 epizód                                               |
| 2013      | Gyilkos ügyek        | Major Crimes                           | Michelle Brand    | 1 epizód                                               |
| 2013      |                      | Ghost Ghirls                           | Hero              | 1 epizód                                               |
| 2013–2014 | A Goldberg család    | The Goldbergs                          | Evan Turner       | 2 epizód                                               |
| 2014      |                      | Growing Up Fisher                      | Slade             | 1 epizód                                               |
| 2014      |                      | Mixology                               | Dom fiatalon      | 1 epizód                                               |
| 2015      | Riley a nagyvilágban | Girl Meets World                       | Charlie Gardner   | visszatérő szerep (3 epizód)                           |
| 2015–2019 | Game Shakers         | Game Shakers                           | Mason Kendall     | visszatérő szerep (6 epizód)                           |
| 2016      |                      | The Fosters                            | Jack Downey       | visszatérő szerep (6 epizód)                           |
| 2016–2018 | A kijelölt túlélő    | Designated Survivor                    | Leo Kirkman       | - főszereplő (28 epizód) - magyar hangja: - Ács Balázs |
| 2017      | Még mindig Bír-lak   | Fuller House                           | Chad Brad Bradley | 2 epizód                                               |
| 2018      |                      | The Goldbergs: 1990-Something          | Mike Stamm        | próbaepizód                                            |
| 2018–2025 | Cobra Kai            | Cobra Kai                              | Robby Keene       | - főszereplő - magyar hangja: - Jéger Zsombor          |
| 2020      |                      | Deputy                                 | Brendan           | 1 epizód                                               |

## Fordítás
- Ez a szócikk részben vagy egészben  a   Tanner Buchanan című angol Wikipédia-szócikk fordításán alapul.  Az eredeti cikk szerkesztőit annak laptörténete sorolja fel. Ez a jelzés csupán a megfogalmazás eredetét és a szerzői jogokat jelzi, nem szolgál a cikkben szereplő információk forrásmegjelöléseként.